# Damernas 50 meter ryggsim vid världsmästerskapen i kortbanesimning 2022
Damernas 50 meter ryggsim vid världsmästerskapen i kortbanesimning 2022 avgjordes den 15 och 16 december 2022 i Melbourne Sports and Aquatic Centre i Melbourne i Australien.
Guldet togs av kanadensiska Maggie Mac Neil efter ett lopp på 25,25 sekunder, vilket var en förbättring av hennes eget världsrekord med två hundradelar. Silvret togs av amerikanska Claire Curzan och bronset togs av australiska Mollie O'Callaghan.

## Rekord
Inför tävlingens start fanns följande världs- och mästerskapsrekord:
|                   | Namn            | Nation | Tid   | Ort                              | Datum            |
| ----------------- | --------------- | ------ | ----- | -------------------------------- | ---------------- |
| Världsrekord      | Maggie Mac Neil | Kanada | 25,27 | Abu Dhabi, Förenade arabemiraten | 20 december 2021 |
| Mästerskapsrekord | Maggie Mac Neil | Kanada | 25,27 | Abu Dhabi, Förenade arabemiraten | 20 december 2021 |

Följande nya rekord noterades under mästerskapet:
| Datum       | Omgång | Namn            | Nationalitet | Tid   | Rekord     |
| ----------- | ------ | --------------- | ------------ | ----- | ---------- |
| 16 december | Final  | Maggie Mac Neil | Kanada       | 25,25 | 0VR0, 0MR0 |

## Resultat

### Försöksheat
Försöksheaten startade den 15 december klockan 11:05.
| Placering | Heat | Bana | Namn                        | Nationalitet   | Tid           | Noteringar    |
| --------- | ---- | ---- | --------------------------- | -------------- | ------------- | ------------- |
| 1         | 7    | 6    | Julie Kepp Jensen           | Danmark        | 25,85         | 0Q0, 0NR0     |
| 2         | 6    | 4    | Kylie Masse                 | Kanada         | 25,94         | 0Q0           |
| 3         | 7    | 7    | Mollie O'Callaghan          | Australien     | 25,99         | 0Q0           |
| 4         | 4    | 5    | Claire Curzan               | USA            | 26,07         | 0Q0           |
| 4         | 6    | 2    | Hanna Rosvall               | Sverige        | 26,07         | 0Q0           |
| 4         | 7    | 5    | Louise Hansson              | Sverige        | 26,07         | 0Q0           |
| 7         | 5    | 4    | Kira Toussaint              | Nederländerna  | 26,09         | 0Q0           |
| 7         | 7    | 4    | Maggie Mac Neil             | Kanada         | 26,09         | 0Q0           |
| 9         | 7    | 2    | Simona Kubová               | Tjeckien       | 26,17         | 0Q0           |
| 10        | 6    | 6    | Kaylee McKeown              | Australien     | 26,24         | 0Q0           |
| 11        | 5    | 5    | Maaike de Waard             | Nederländerna  | 26,32         | 0Q0           |
| 12        | 6    | 3    | Wan Letian                  | Kina           | 26,38         | 0Q0           |
| 13        | 5    | 3    | Silvia Scalia               | Italien        | 26,40         | 0Q0           |
| 14        | 5    | 6    | Mary-Ambre Moluh            | Frankrike      | 26,45         | 0Q0           |
| 15        | 4    | 4    | Erika Brown                 | USA            | 26,50         | 0Q0           |
| 16        | 6    | 5    | Analia Pigrée               | Frankrike      | 26,54         | 0Q0           |
| 17        | 6    | 8    | Medi Harris                 | Storbritannien | 26,68         |               |
| 18        | 4    | 2    | Kim San-ha                  | Sydkorea       | 26,70         |               |
| 19        | 6    | 7    | Miki Takahashi              | Japan          | 26,77         |               |
| 19        | 7    | 1    | Adela Piskorska             | Polen          | 26,77         |               |
| 21        | 7    | 3    | Caroline Pilhatsch          | Österrike      | 26,81         |               |
| 22        | 5    | 7    | Peng Xuwei                  | Kina           | 26,99         |               |
| 23        | 6    | 1    | Andrea Berrino              | Argentina      | 27,15         |               |
| 24        | 3    | 6    | Miranda Grana               | Mexiko         | 27,17         |               |
| 25        | 5    | 2    | Ingeborg Løyning            | Norge          | 27,20         |               |
| 26        | 4    | 6    | Margherita Panziera         | Italien        | 27,30         |               |
| 26        | 7    | 8    | Stephanie Au                | Hongkong       | 27,30         |               |
| 28        | 5    | 1    | Emma Godwin                 | Nya Zeeland    | 27,37         |               |
| 29        | 3    | 7    | Abril Aunchayna             | Uruguay        | 28,06         |               |
| 29        | 4    | 3    | Alexia Sotomayor            | Peru           | 28,06         | 0NR0          |
| 31        | 4    | 1    | Milla Drakopoulos           | Sydafrika      | 28,08         |               |
| 31        | 5    | 8    | Chloe Isleta                | Filippinerna   | 28,08         |               |
| 33        | 4    | 8    | Teresa Ivanová              | Slovakien      | 28,29         |               |
| 34        | 3    | 4    | Amani Al-Obaidli            | Bahrain        | 28,76         |               |
| 35        | 3    | 5    | Donata Katai                | Zimbabwe       | 28,83         |               |
| 36        | 3    | 3    | Carolina Cermelli           | Panama         | 29,00         | 0NR0          |
| 37        | 4    | 7    | Marie Khoury                | Libanon        | 29,35         |               |
| 38        | 2    | 4    | Enkh-Amgalangiin Ariuntamir | Mongoliet      | 29,68         |               |
| 39        | 3    | 2    | Nubia Adjei                 | Ghana          | 29,96         |               |
| 40        | 3    | 1    | Salome Nikolaishvili        | Georgien       | 30,11         |               |
| 41        | 2    | 8    | Cheang Weng Lam             | Macao          | 30,24         |               |
| 42        | 1    | 3    | Idealy Tendrinavalona       | Madagaskar     | 32,19         |               |
| 43        | 2    | 1    | Naya Hughes                 | Botswana       | 32,20         |               |
| 44        | 2    | 6    | Ria Save                    | Tanzania       | 32,90         |               |
| 45        | 2    | 2    | Aishath Sausan              | Maldiverna     | 33,10         |               |
| 46        | 2    | 3    | Shoko Litulumar             | Nordmarianerna | 33,86         |               |
| 47        | 2    | 5    | Noelani Day                 | Tonga          | 33,92         |               |
| 48        | 2    | 7    | Kayla Hepler                | Marshallöarna  | 33,99         |               |
| 49        | 1    | 5    | Rosha Neupane               | Nepal          | 35,28         |               |
| 50        | 1    | 4    | Raya Young                  | Swaziland      | 35,86         |               |
| 51        | 3    | 8    | Ganga Senavirathne          | Sri Lanka      | Startade inte | Startade inte |

### Semifinaler
Semifinalerna startade den 15 december klockan 19:48.
| Placering | Heat | Bana | Namn               | Nationalitet  | Tid   | Noteringar |
| --------- | ---- | ---- | ------------------ | ------------- | ----- | ---------- |
| 1         | 1    | 5    | Claire Curzan      | USA           | 25,60 | 0Q0, 0NR0  |
| 2         | 1    | 6    | Maggie Mac Neil    | Kanada        | 25,64 | 0Q0        |
| 3         | 2    | 5    | Mollie O'Callaghan | Australien    | 25,69 | 0Q0, 0AR0  |
| 4         | 1    | 4    | Kylie Masse        | Kanada        | 25,97 | 0Q0        |
| 5         | 1    | 3    | Louise Hansson     | Sverige       | 25,99 | 0Q0        |
| 6         | 2    | 3    | Hanna Rosvall      | Sverige       | 26,01 | 0Q0        |
| 7         | 2    | 4    | Julie Kepp Jensen  | Danmark       | 26,02 | 0Q0        |
| 7         | 2    | 7    | Maaike de Waard    | Nederländerna | 26,02 | 0Q0        |
| 9         | 1    | 2    | Kaylee McKeown     | Australien    | 26,09 |            |
| 10        | 2    | 6    | Kira Toussaint     | Nederländerna | 26,17 |            |
| 11        | 1    | 1    | Analia Pigrée      | Frankrike     | 26,26 |            |
| 12        | 2    | 2    | Simona Kubová      | Tjeckien      | 26,32 |            |
| 13        | 2    | 1    | Silvia Scalia      | Italien       | 26,39 |            |
| 14        | 1    | 7    | Wan Letian         | Kina          | 26,48 |            |
| 15        | 1    | 1    | Mary-Ambre Moluh   | Frankrike     | 26,54 |            |
| 16        | 2    | 8    | Erika Brown        | USA           | 26,56 |            |

### Final
Finalen startade den 16 december klockan 20:06.
| Placering | Bana | Namn               | Nationalitet  | Tid   | Noteringar |
| --------- | ---- | ------------------ | ------------- | ----- | ---------- |
| 1         | 5    | Maggie Mac Neil    | Kanada        | 25,25 | 0VR0       |
| 2         | 4    | Claire Curzan      | USA           | 25,54 | 0NR0       |
| 3         | 3    | Mollie O'Callaghan | Australien    | 25,61 | 0AR0       |
| 4         | 6    | Kylie Masse        | Kanada        | 25,81 |            |
| 5         | 2    | Louise Hansson     | Sverige       | 26,00 |            |
| 6         | 7    | Hanna Rosvall      | Sverige       | 26,05 |            |
| 7         | 1    | Julie Kepp Jensen  | Danmark       | 26,14 |            |
| 8         | 8    | Maaike de Waard    | Nederländerna | 26,16 |            |